# Acianthera maculiglossa
Acianthera maculiglossa là một loài thực vật có hoa trong họ Lan. Loài này được Chiron & N.Sanson mô tả khoa học đầu tiên năm 2009.